# Walzasphalt

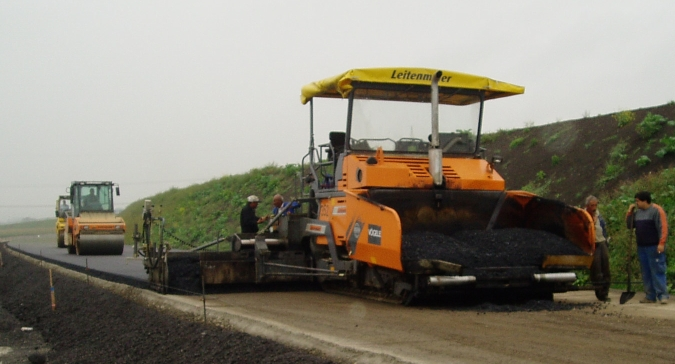
Asphalteinbau mit Fertiger und Vibrationswalzen.

Walzasphalt ist ein Sammelbegriff für alle Asphaltschichten, die beim Einbau mit Walzen verdichtet werden müssen. Zu den Walzasphaltschichten zählen Asphalttragschicht, Binderschicht, Asphaltbeton und Splittmastixasphalt. Walzasphalt gehört heute zur gängigsten Einbauart von Asphaltdeckschichten.

## Vorgehensweise
Beim Einbau von Walzasphalt wird das heiße Mischgut mit dem Lkw vom Asphaltmischwerk zum Einbauort gebracht. Dabei ist ein Abkühlen des Mischgutes zu vermeiden. Am Einbauort fährt der Lkw rückwärts an den Straßenfertiger heran und kippt das Mischgut in den Aufnahmekübel des Fertigers. Dieser beschickt die Einbaubohle am vorderen Ende des Fertigers, sodass das Mischgut in der gewünschten Breite und Dicke sowie vorverdichtet eingebaut wird. Anschließend ist mit Tandemvibrationswalzen und Gummiradwalzen der Asphalt so zu verdichten, dass eine ausreichende Lagerungsdichte hergestellt ist. Die sorgfältige Ausführung des Walzvorgangs ist von entscheidender Bedeutung für die Qualität des Asphalts. Fehler in der Verdichtung bewirken Fahrbahnunebenheiten und geringe Widerstandsfähigkeit gegenüber der Verkehrsbelastung.

## Einsatzbereiche
Auch für Walzasphalt gibt es mittlerweile Gestaltungsmöglichkeiten, die ihn aus dem reinen Straßenasphalt herausheben. Durch das Einprägen von Mustern (z. B. BuGa Schwerin, Marstallgebäude) oder das Überschleifen der Oberfläche (z. B. Landesgartenschau Aschersleben 2010, Wegenetz) werden Planern neue Möglichkeiten gegeben die Vorteile von Walzasphalt mit attraktiver Gestaltung zu kombinieren.